# Bours (Hautes-Pyrénées)
Bours (okzitanisch: Borç) ist eine französische Gemeinde mit 889 Einwohnern (Stand: 1. Januar 2022) im Département Hautes-Pyrénées in der Region Okzitanien (bis 2015 Midi-Pyrénées). Sie gehört zum Arrondissement Tarbes und zum 2015 gegründeten Gemeindeverband Tarbes-Lourdes-Pyrénées. Die Einwohner werden Boursois genannt.

## Geografie
Bours liegt in der Landschaft Bigorre, etwa fünf Kilometer nordnordöstlich von Tarbes am Adour. Umgeben wird Bours von den Nachbargemeinden Bazet im Norden und Nordwesten, Aurensan im Norden und Nordosten, Orleix im Osten, Aureilhan im Süden, Tarbes im Südwesten sowie Bordères-sur-l’Échez im Westen und Südwesten.

## Bevölkerungsentwicklung
| Jahr                               | 1962 | 1968 | 1975 | 1982 | 1990 | 1999 | 2006 | 2011 | 2018 |
| ---------------------------------- | ---- | ---- | ---- | ---- | ---- | ---- | ---- | ---- | ---- |
| Einwohner                          | 374  | 371  | 524  | 547  | 602  | 715  | 715  | 783  | 847  |
| Quellen: Annuaire-mairie und INSEE |      |      |      |      |      |      |      |      |      |

## Sehenswürdigkeiten

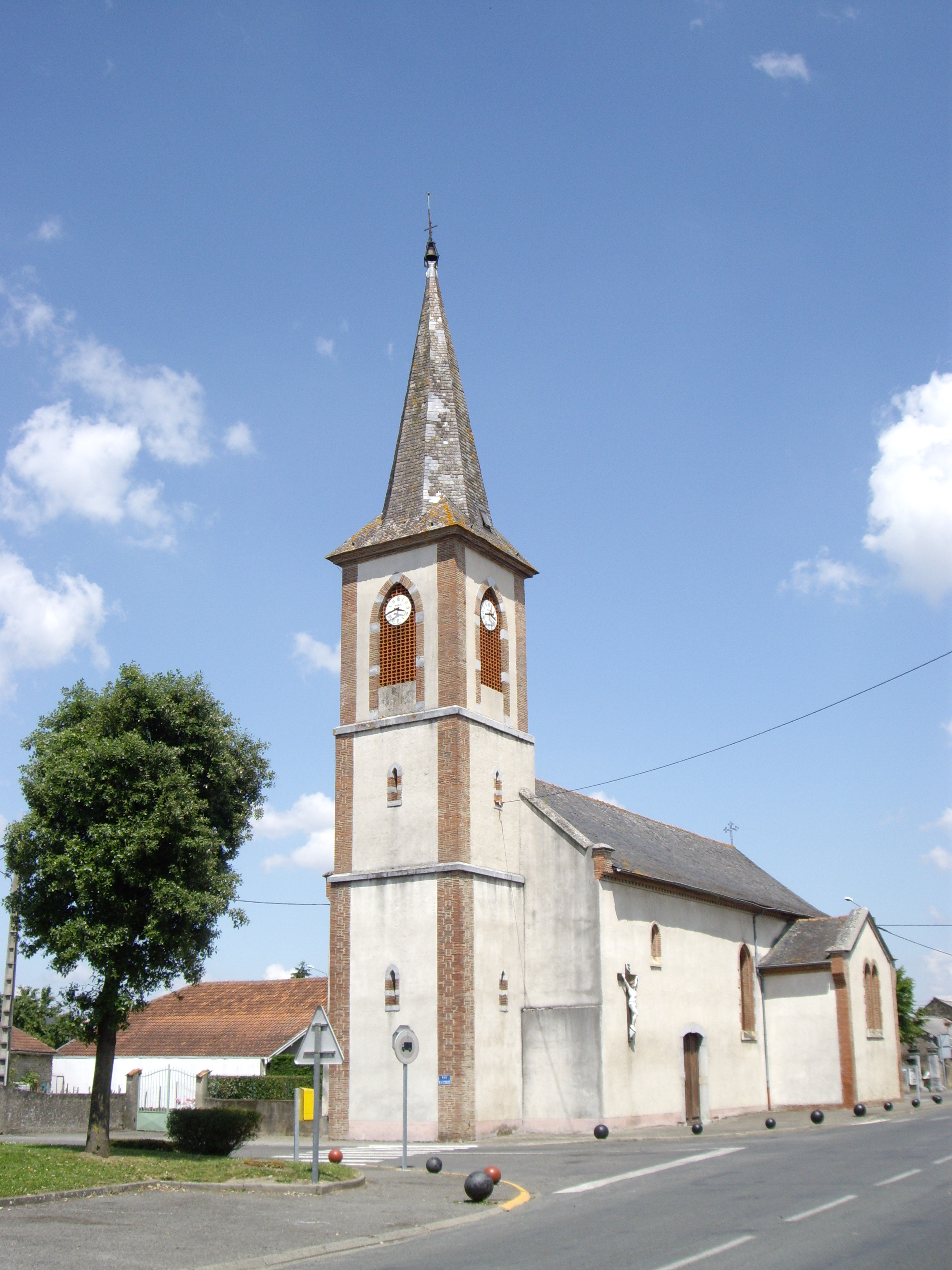
Kirche Notre-Dame-de-l'Assomption

- Kirche Notre-Dame-de-l’Assomption

## Belege
1. ↑  Bours auf annuaire-mairie.fr
2. ↑  Bours auf insee,fr